# Ralls County
Ralls County är ett administrativt område i delstaten Missouri, USA. År 2010 hade countyt 10 167 invånare. Den administrativa huvudorten (county seat) är New London.

## Geografi
Enligt United States Census Bureau har countyt en total area på 1 253 km². 1 220 km² av den arean är land och 33 km² är vatten.

### Angränsande countyn
- Marion County - norr
- Pike County, Illinois - nordost
- Pike County - sydost
- Audrain County - söder
- Monroe County - väst

### Orter
- Center
- Hannibal (delvis i Marion County)
- Monroe City (delvis i Marion County, delvis i Monroe County)
- New London (huvudort)
- Perry
- Rensselaer